# Rocktåget
Rocktåget var en konsertturné i Sverige om somrarna med kända pop- och rockartister som genomfördes från 1991 till 1995.
De egentliga Rocktågen anordnades 1991–1993 av Tomas Ledin och artisternas resor under dessa turnéer genomfördes huvudsakligen med tåg, chartrade från SJ. De senare "Rocktågen" genomfördes dock många gånger med buss.
Namnet "Återtåget '96!" på Gyllene Tiders stora konsertturné 1996 anspelade på Rocktåget.
År 2006 ordnade Tomas Ledin ännu en sommarturné per tåg. Även om turnéns officiella namn var "Tomas Ledin, Jill och Andreas" så kallades turnén i folkmun för Rocktåget och transporterna genomfördes i ett SJ-chartrat, svartlackerat tåg med texten ROCK på sidorna.
Kalasturnén sägs ha startat som en motreaktion på Rocktåget.

## Rocktåg genom åren
- Rocktåget 1991 – Tomas Ledin, Niklas Strömstedt, Lena Philipsson[1]
- Rocktåget 1992 – Tomas Ledin, Eva Dahlgren, Lisa Nilsson[1]
- Rocktåget 1993 – Tomas Ledin, Eric Gadd, Anders Glenmark[1]
- Rocktåget 1994 – Magnus Uggla, Orup, Just D, CajsaStina Åkerström
- Rocktåget 1995 – Glenmark, Eriksson, Strömstedt, Uno Svenningsson
- Rocktåget 2006 – Tomas Ledin, Jill Johnson, Andreas Johnson